# Carduus semiperegrinus
Carduus semiperegrinus là một loài thực vật có hoa trong họ Cúc. Loài này được Aellen mô tả khoa học đầu tiên năm 1940.